# Mala Berejanka, Cemerivți
Mala Berejanka (în ucraineană Мала Бережанка) este un sat în comuna Pukleakî din raionul Cemerivți, regiunea Hmelnîțkîi, Ucraina.

## Demografie
Componența lingvistică a localității Mala Berejanka
     Ucraineană (98,48%)
     Rusă (1,52%)
Conform recensământului din 2001, majoritatea populației localității Mala Berejanka era vorbitoare de ucraineană (98,48%), existând în minoritate și vorbitori de rusă (1,52%).